# Girardinus
 Girardinus  és un gènere de peixos de la família dels pecílids i de l'ordre dels ciprinodontiformes.

## Taxonomia
- Girardinus creolus (Garman, 1895)
- Girardinus cubensis (Eigenmann, 1903)
- Girardinus denticulatus (Garman, 1895)
- Girardinus falcatus (Eigenmann, 1903))
- Girardinus metallicus (Poey, 1854)
- Girardinus microdactylus (Rivas, 1944)
- Girardinus uninotatus (Poey, 1860)[1][2][3][4][5]